# Ernst-Jandl-Preis
Der Ernst-Jandl-Preis für Lyrik ist ein Literaturpreis, der zum Gedenken an den Dichter Ernst Jandl vom österreichischen Bundesministerium für Unterricht, Kunst und Kultur eingerichtet wurde. Der internationale Lyrik-Preis für deutschsprachige Schriftsteller wird alle zwei Jahre verliehen und im Rahmen der Lyriktage in Neuberg an der Mürz überreicht. Die Auszeichnung ist mit 15.000 Euro dotiert (Stand: 2023). Jurymitglieder waren 2007 Friederike Mayröcker, Jörg Drews, Alfred Kolleritsch, Klaus Reichert und Felix Philipp Ingold. 2011 setzte sich die Jury aus Paul Jandl, Alfred Kolleritsch, Friederike Mayröcker, Thomas Poiss und Klaus Reichert zusammen.

## Preisträger
- 2001 Thomas Kling
- 2003 Felix Philipp Ingold
- 2005 Michael Donhauser
- 2007 Paul Wühr
- 2009 Ferdinand Schmatz
- 2011 Peter Waterhouse[1]
- 2013 Elke Erb[2][3]
- 2015 Franz Josef Czernin[4]
- 2017 Monika Rinck[5]
- 2019 Oswald Egger[6]
- 2021 Brigitta Falkner[7]
- 2023 Anja Utler[8]
- 2025 Ulf Stolterfoht[9]